# 太陽天文學

用假色進行對比的太陽結構圖

太陽天文學是恆星天文學中研究太陽的分支。
太陽天文學的主要分支是太陽物理學。

## 相較於半人馬座比鄰星的距離與尺度
太陽的直徑大約是1,390,000公里，與最靠近它的鄰居，半人馬座的比鄰星，相距4.22光年（3.99 x 1013 公里）。因此，距離與直徑的比率是28,700,000 : 1，所以，如果太陽的直徑是一公分，比鄰星會在287公里的距離上。

## 外部連結
- http://www.cv.nrao.edu/fits/www/yp_solar.html（页面存档备份，存于）
- http://sdo.gsfc.nasa.gov/（页面存档备份，存于） Solar Dynamics Observatory